# 恋の花咲く 伊豆の踊子
『恋の花咲く 伊豆の踊子』（こいのはなさく いずのおどりこ）は、1933年（昭和8年）2月2日公開の日本映画である。松竹キネマ製作・配給。監督は五所平之助、主演は田中絹代、大日方傳。モノクロ、スタンダード、サウンド版、124分。

## 概要
これまでに6度映画化された川端康成の小説『伊豆の踊子』の最初の映画化作品。当時は敬遠されていた純文学の映画化だったが、五所の強い希望により映画化が実現した。
伏見晁が原作にないエピソードを盛り込んで大幅に脚色し、五所が情感豊かな作品に仕上げている。第10回キネマ旬報ベスト・テン第9位。

## スタッフ
- 監督：五所平之助
- 原作：川端康成
- 増補・脚色：伏見晁
- 撮影：小原譲治
- 助監督：富岡敦雄、蛭川伊勢夫、小坂謙、永富映次郎
- 主題歌「伊豆の踊子」
  - 作詞：西條八十
  - 作曲：佐々木俊一
  - 歌：四家文子、市丸

## キャスト

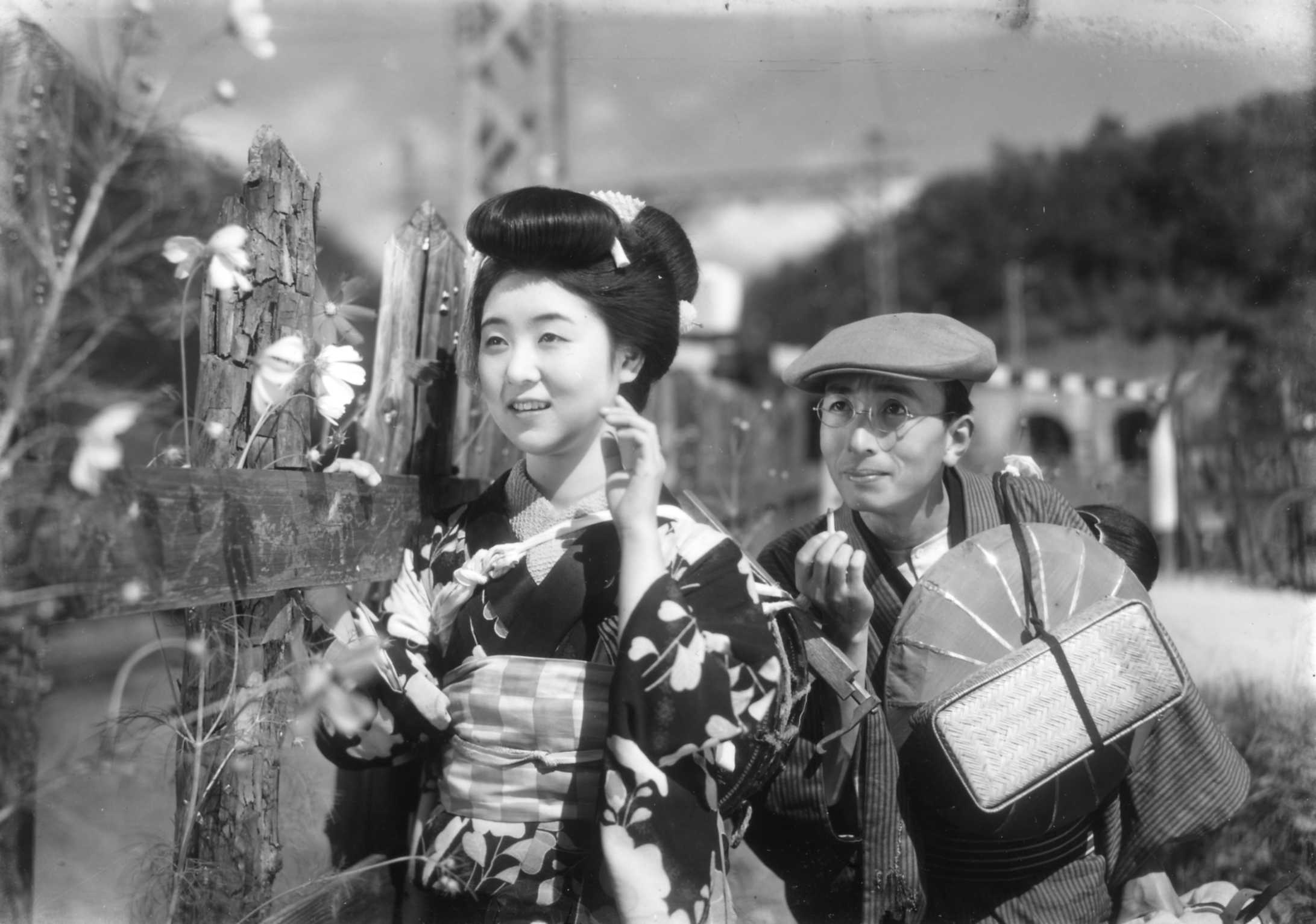
左から田中絹代、小林十九二

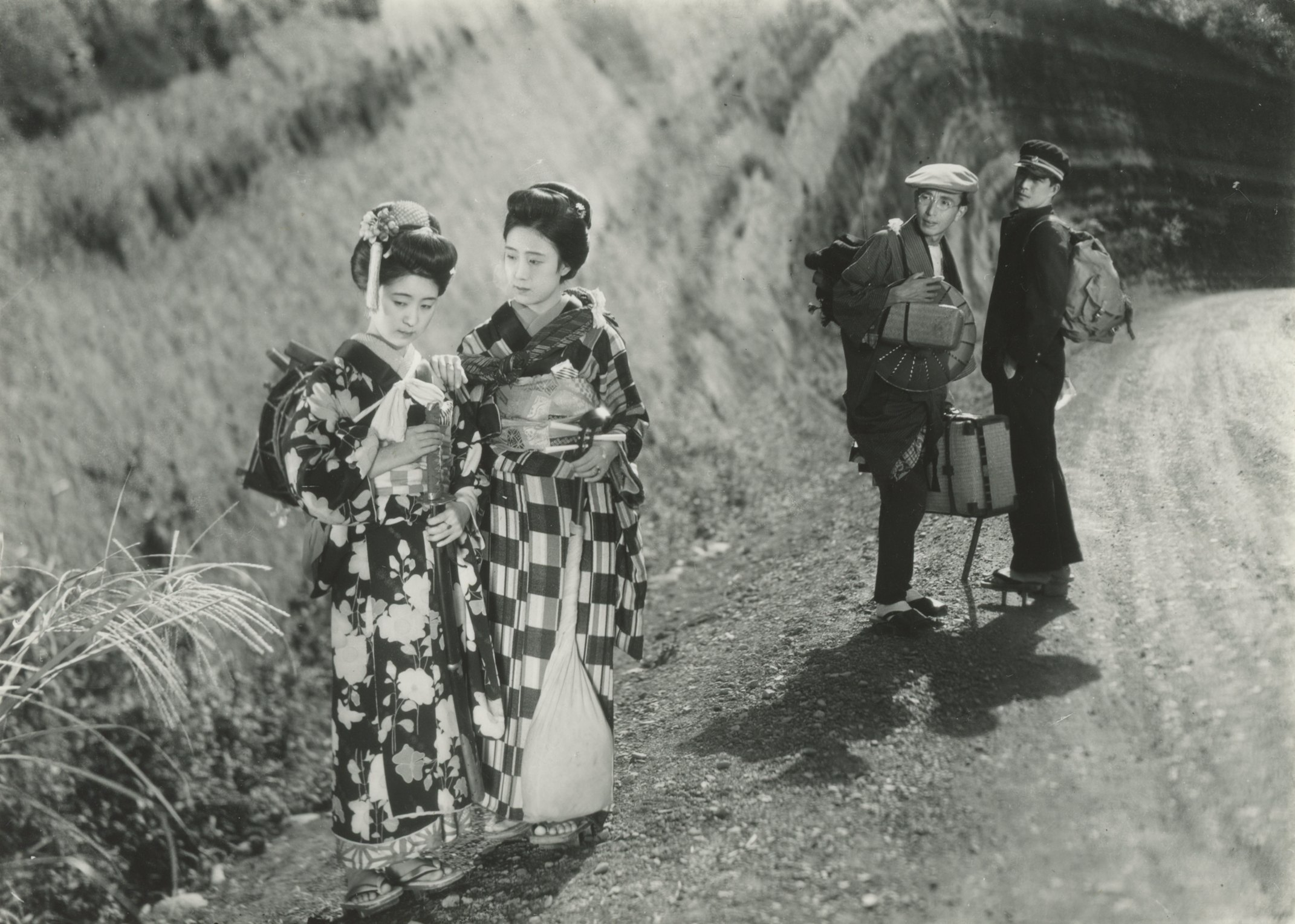
左から田中絹代、若水絹子、小林十九二、大日方傳

- 踊子薫：田中絹代
- 学生水原：大日方傳
- 踊子の兄栄吉：小林十九二
- 妻千代子：若水絹子
- 母おたつ：高松栄子
- 雇い女百合子：兵藤静江
- 湯川楼の主人善兵衛：新井淳
- 息子隆一：竹内良一
- 鉱山技師久保田：河村黎吉
- 村の巡査田村：水島亮太郎
- 虚無僧：武田春郎
- 遊客服部：坂本武
- 芸妓：飯田蝶子、花岡菊子
- 温泉宿の客：阿部正三郎
- 湯川楼の爺喜作：青野清
- 床屋の亭主：曽我修
- 道路の工夫：長尾寛、松本十九
- 町の巡査：桂木志郎
- 村の巡査：吉田光
- 薬売りの男：谷麗光
- 村の男：仲英之助、柳田礼司
- 船員：高山義郎
- 宿の女中：京谷千恵子、明山静江
- 波止場の女：小泉泰子